# Lübbesee Ergänzung
Lübbesee Ergänzung este o arie protejată (arie specială de conservare — SAC, sit de importanță comunitară — SCI) din Germania întinsă pe o suprafață de 339,86 ha, integral pe uscat.

## Localizare
Centrul sitului Lübbesee Ergänzung este situat la coordonatele 53°06′34″N 13°33′07″E / 53.1094°N 13.5519°E.

## Înființare
Situl Lübbesee Ergänzung a fost declarat sit de importanță comunitară în august 2004.

## Biodiversitate
Situată în ecoregiunea continentală, aria protejată conține 1 habitat natural: Ape puternic oligomezotrofe cu vegetație bentonică cu Chara spp..
La baza desemnării sitului se află mai multe specii protejate:
- amfibieni (2): buhai de baltă cu burta roșie (Bombina bombina), triton cu creastă (Triturus cristatus)
- mamifere (2): castor (Castor fiber), vidră de râu (Lutra lutra)
- nevertebrate (1): libelule (Leucorrhinia pectoralis)
- pești (2): țipar (Misgurnus fossilis), boarță (Rhodeus sericeus amarus)